# Francesco Farioli
Francesco Farioli (* 10. April 1989 in Barga) ist ein italienischer Fußballtrainer und ehemaliger ‑spieler. Er ist seit Juli 2025 Cheftrainer des portugiesischen Fußballvereins FC Porto.

## Trainerkarriere

### Erste Jahre
Farioli studierte Philosophie und später Sportwissenschaften an der Universität Florenz. Er begann seine Karriere im Fußball als Torwarttrainer bei Margine Coperta von 2009 bis 2011. Danach war er Torwarttrainer bei Fortis Juventus und Lucchese, bevor er nach Katar zur Aspire Academy, der Akademie der katarischen U16-Nationalmannschaft, wechselte. Er wurde von Roberto De Zerbi angesprochen, nach Italien zurückzukehren, und war Torwarttrainer bei Benevento in der Saison 2017/18. Von 2018 bis 2020 arbeitete er bei De Zerbi nach Sassuolo.

### Karriere in der Türkei
Farioli war in der Saison 2020/21 als Co-Trainer beim türkischen Süper-Lig-Verein Alanyaspor tätig, wo die Mannschaft einen beeindruckenden Start hinlegte und sich nahe an die Tabellenspitze brachte. Am 21. März 2021 wurde er zum Cheftrainer von Fatih Karagümrük SK, ein weiterer Verein aus der türkischen Süper Lig, ernannt. Mit 31 Jahren war er zum Zeitpunkt seiner Vertragsunterzeichnung der jüngste Fußballtrainer in einer europäischen Profi-Fußballliga. Farioli verließ Fatih Karagümrük am 12. Dezember 2021.
Am 31. Dezember 2021 wechselte er erneut zu seinem ehemaligen Arbeitgeber Alanyaspor als Trainer. Er trainierte den Verein bis 2023.

### OGC Nizza
Am 30. Juni 2023 übernahm er den französischen Verein OGC Nizza als Trainer und unterschrieb einen Zweijahresvertrag. Im September desselben Jahres erhielt er seine UEFA-Pro-Lizenz. In seiner ersten und einzigen Saison wurde er mit OGC Nizza Fünfter in der Ligue 1 und verlor das Viertelfinale des französischen Fußballpokals gegen Paris Saint-Germain.

### Ajax Amsterdam
Am 23. Mai 2024 unterzeichnete er als neuer Cheftrainer einen Dreijahresvertrag mit dem niederländischen Verein Ajax Amsterdam. Er ist der erste Italiener in der Trainergeschichte des Vereins. Nachdem er die Meisterschaft mit Ajax trotz zunächst großem Vorsprung nicht gewinnen konnte, verließ er den Verein.

### FC Porto
Im Juli 2025 wurde er als Nachfolger von Martin Anselmi Cheftrainer beim FC Porto und unterschrieb dort einen Vertrag bis 2027.